# Ендокринологія (журнал)
«Ендокринологі́я» (рос. Эндокринология, англ. Endocrynologia) — спеціалізований ендокринологічний науково-практичний журнал, що видається в Україні.
Заснований у 1996 році.
Галузь науки: медицина, біологія.
Проблематика: ендокринологія.
Свідоцтво про державну реєстрацію: КВ № 14099-3070 від 17.06.2008.
Засновник: Державна установа Інститут ендокринології та обміну речовин ім. В.П. Комісаренка АМН України.

## Головний редактор
Головний редактор: Тронько Микола Дмитрович, академік НАМН України, доктор медичних наук.
Заступник головного редактора з клінічної ендокринології академік Єфімов Андрій Семенович.
Заступник головного редактора з експериментальної ендокринології Микоша Олексій Степанович.